# لی هولمز
لی هولمز (انگلیسی: Lee Holmes؛ زادهٔ ۲ آوریل ۱۹۸۷) بازیکن فوتبال اهل بریتانیا است.
از باشگاه‌هایی که در آن بازی کرده‌است می‌توان به اکستر سیتی، باشگاه فوتبال والسال، باشگاه فوتبال پرستون نورث اند، باشگاه فوتبال ساوت‌همپتون، باشگاه فوتبال سوئیندون تاون، پورتسموث، برادفورد سیتی،  آکسفورد یونایتد و دربی کانتی اشاره کرد.
وی همچنین در تیم‌های ملی فوتبال زیر ۱۶ سال انگلستان، زیر ۱۷ سال انگلستان، و زیر ۱۹ سال انگلستان بازی کرده‌است.